# Ludwig Stantz
Ludwig Stantz, ook geschreven als Ludwig Stanz, (Bern, 18 september 1801 - aldaar, 20 april 1871) was een Zwitsers arts, glaszetter en glasschilder in Bern en in Konstanz.

## Biografie
Stantz werd arts in 1825, na zijn studies in Göttingen. Vanaf ongeveer 1834 studeerde hij glasblazerij en glasschildering in München. Daarna oefende hij dit beroep uit in Konstanz en vanaf 1848 in Bern, waar hij zich aansloot bij de Gesellschaft zu Kaufleuten. In 1856 werd hij voorzitter van de lokale Bibliotheekscommissie.
Stantz maakte glasramen voor enkele bekende gebouwen, zoals het Federaal Paleis van Bern en het Kasteel van Oberhofen, in Oberhofen am Thunersee.
Daarnaast was hij ook restaurateur en auteur van verscheidene gespecialiseerde artikels.

## Galerij

Details uit glaswerken van Ludwig Stantz in het Kasteel van Oberhofen
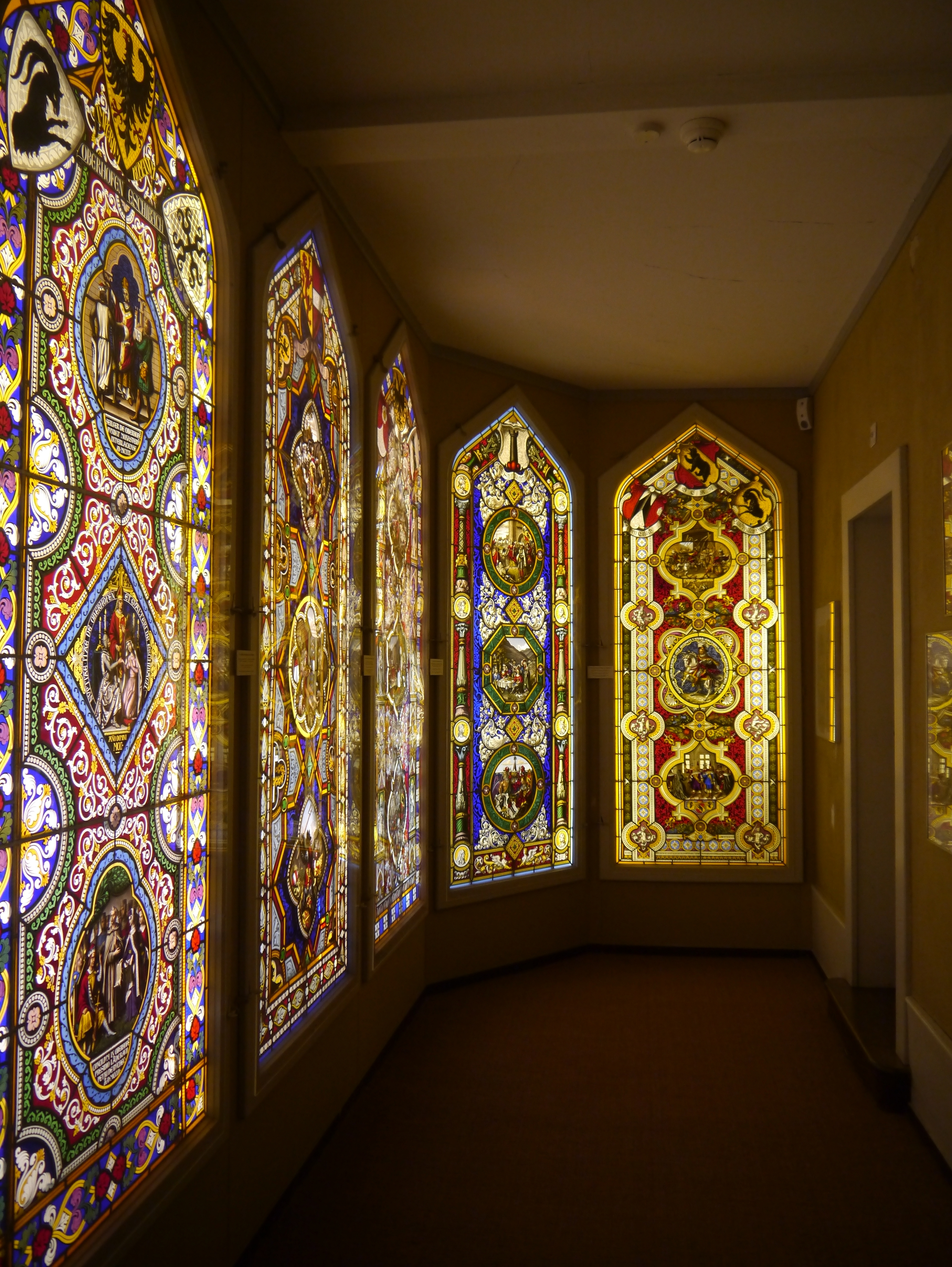
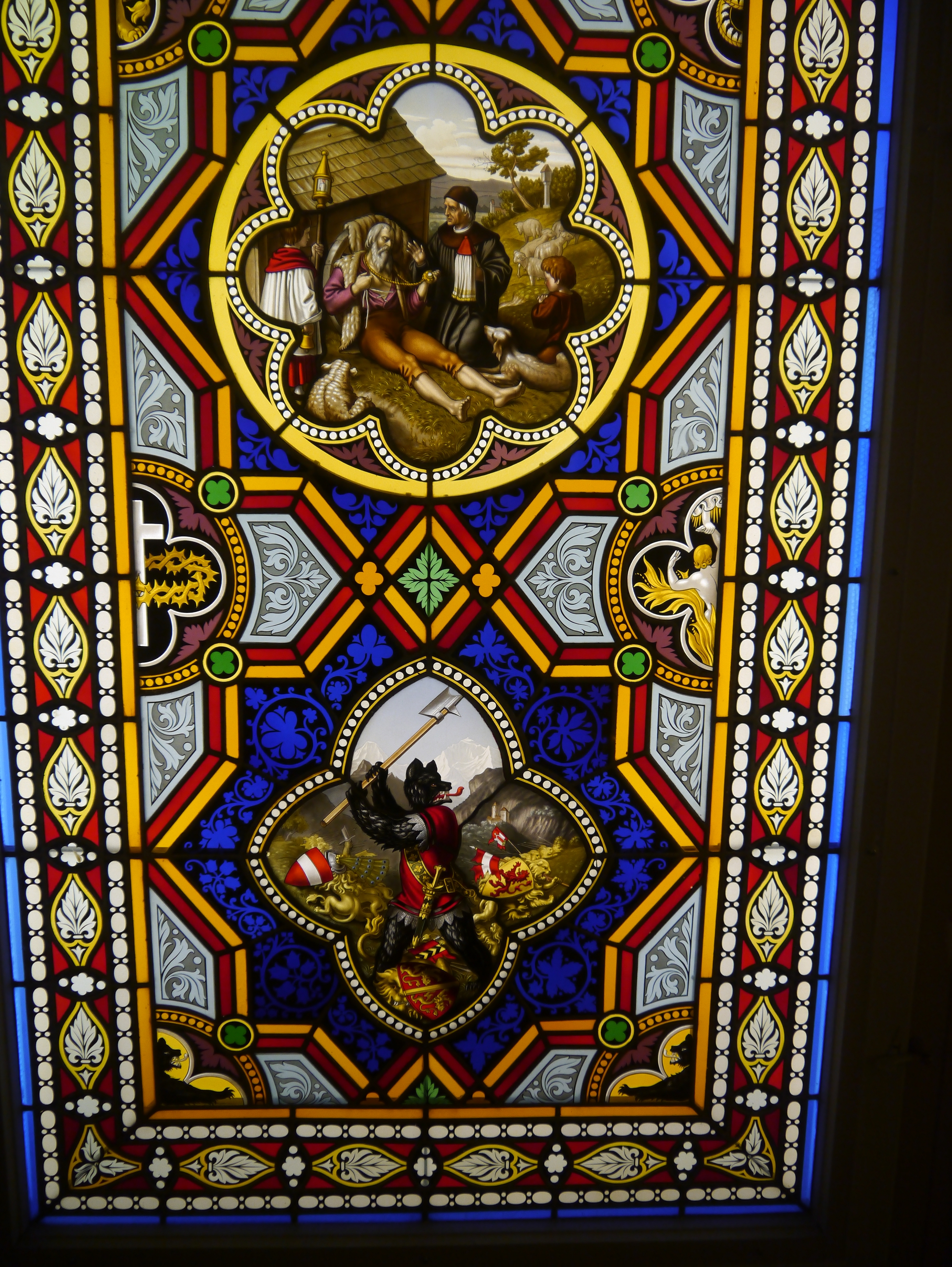
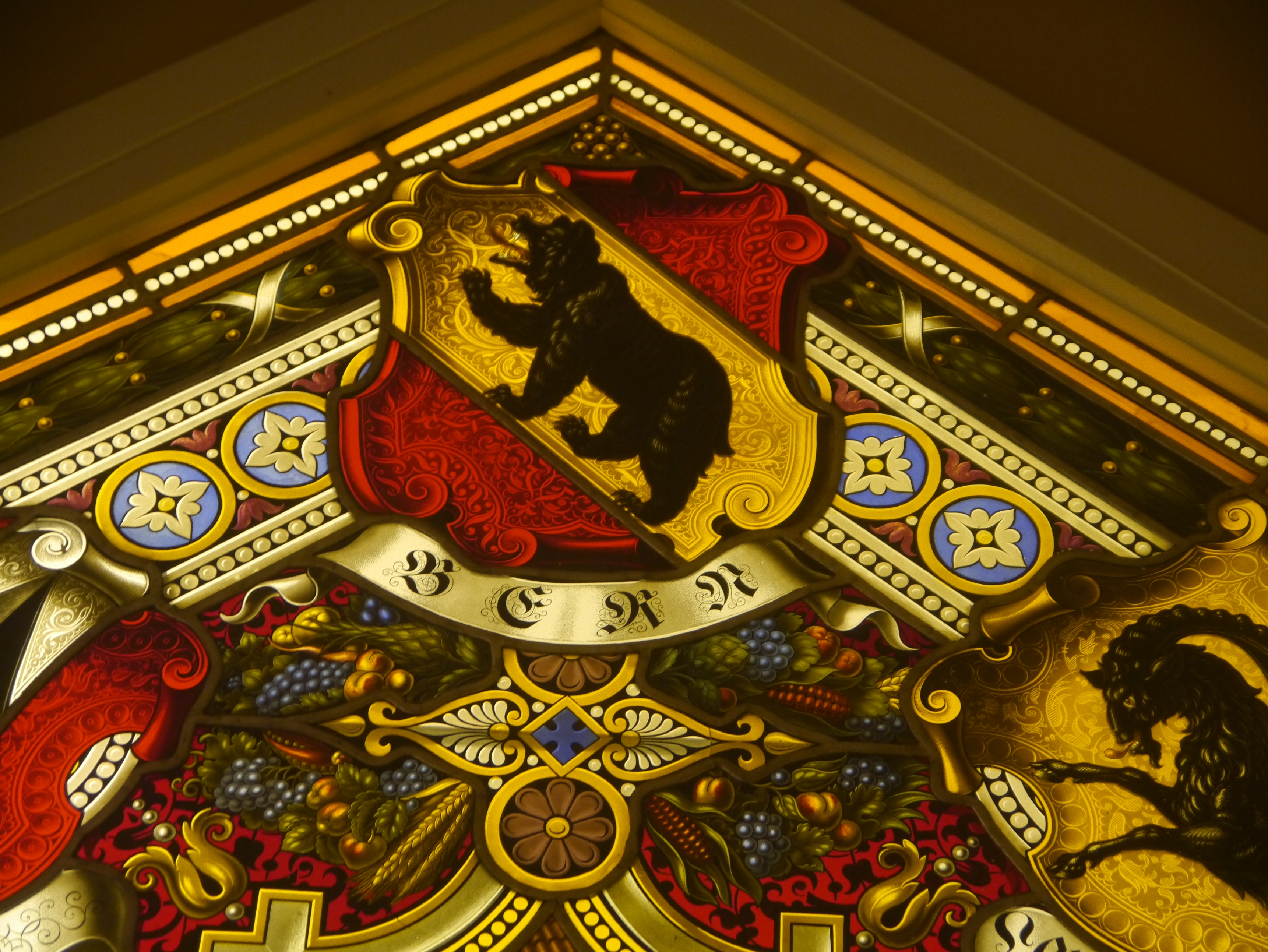